# Савршени корак 3
Савршени корак 3 (енгл. Pitch Perfect 3) је амерички мјузикл-хумористички филм из 2017. године. Представља наставак филма Савршени корак 2 и трећи део у серији Савршени корак. Главне улоге тумаче Ана Кендрик, Ана Кемп, Ребел Вилсон, Британи Сноу, Хејли Стајнфилд, Хана Меј Ли, Естер Дин, Криси Фит, Алексис Канп, Џон Литгоу, Шели Ренџер, Елизабет Бенкс и Џон Мајкл Хигис. Филм прати Беле, које су сада дипломирале, које се окупљају за последњи наступ заједно током прекоморске УСО турнеје.
Снимање је почело у јануару 2017. године у Атланти и завршило се у априлу 2017. године. Филм је изашао 22. децембра 2017. године у Сједињеним Америчким Државама, добио је измешане коментаре критичара и зарадио 185 000 000 долара широм света. Постао је други мјузикл-хумористички филм који је највише зарадио, иза само свог претходника.
У Србији је филм изашао 21. децембра 2017. године, титлован на српски језик. Дистрибуцију је радио Тарамаунт филм.